# El cuaderno rosa de Lori Lamby
El cuaderno rosa de Lori Lamby es una obra narrativa en lengua portuguesa de las que se incluyen dentro del período llamado “El ciclo obsceno” de Hilda Hist. Las obras que conforman este conjunto son calificadas a menudo como de “género pornográfico” puesto que tratan de manera directa y sin tabúes la sexualidad.

## Argumento
En Hilda Hilst a menudo encontramos una cierta obscenidad en su obras. Esta se ve reflejada en El cuaderno rosa de Lori Lamby, una novela muy marcada por el erotismo. El tema de la obra aborda claramente la sexualidad, puesto que el argumento trata de una niña de ocho años que narra sus experiencias sexuales con el fin de ayudar a su padre, que es escritor y necesita escribir un libro pornográfico por petición de su editor. 
Uno de los elementos más transgresores de la obra es el hecho de que la escritura del diario se realiza a espaldas de los padres de Lori, es decir, no son conscientes de lo que su hija escribe y por lo tanto tampoco son conscientes de su sexualidad.  La obra está marcada por tres polos éticos que abarcan toda la obra: en la historia, se debate o se afronta el bien y el mal; la ley del mercado; y el imperativo del goce. Al final de la novela, cuando los padres descubren el diario de la hija, Lori dice que quiere ayudar a su padre a escribir una historia pornográfica de éxito para complacer la petición del editor de su padre y ganar dinero. Y, para ello, quería insertar los textos encontrados en los proyectos de su padre.
En cuanto a la ley del mercado se inscribe por debajo del bien y del mal, en las propias cosas que sustituyen a los ideales. Su ley se dirige hacia la producción y el consumo comprendidos como la propia finalidad del sistema. En este caso, hace referencia al objetivo del editor que piensa en los números de ventas. El editor defiende que el escritor debe satisfacer el gusto del público, y debe prostituir su prosa (tal como prostituir los encantos de la hija).

## Temática y estilo
El cuaderno rosa de Lori Lamby destaca por la mezcla de ingenuidad y perversión representada mediante el personaje infantil de Lori Lamby. Además está construida a partir del doble sentido de la palabra “lengua” que aporta un carácter obsceno y provocador a la obra. Hilst aporta el doble sentido confundiendo voluntariamente el instrumento del lenguaje, con la lengua como órgano físico, que funciona, para el personaje Lori Lamby, como acceso al conocimiento, reconocimiento y placer. En sus fantasías, Lori es iniciada por hombres que le proporcionan un triple placer: el sexo, el conocimiento y el dinero, que se refleja en el siguiente diálogo:
Lory: “Mami me enseñó que mi cosita se llama labios. [...] No sé lo que es mongoloide, luego voy a buscar en el diccionario que tengo. ¿Qué quiere decir esa expresión, "puta"? Lo siento, ¿tú lo sabes? Estoy aquí para instruirme.”

## Análisis
Hilda Hilst trata el tema de la sexualidad desde sus inicios, nos muestra sus complicaciones y se acerca a un tema tabú en la época de los 90 con una naturalidad y libertad sorprendentes. De la misma manera Hilda Hilst no muestra su identificación con esta Lori de 8 años que experimenta su sexualidad añadiendo en la contraportada de la obra una foto propia suya cuando tenía esa misma edad.
La obscenidad presente en la obra permite una comparación con las obras de Marqués de Sade, en especial con Eugenia de Franval, obra con la cual comparte la desvinculación de las relaciones sexuales con la reproducción. En el caso de El cuaderno rosa de Lori Lamby vemos que el sexo está relacionado únicamente con el placer de Lori, puesto que aún no ha llegado a la etapa de la pubertad y por lo tanto no es imposible que se dé esta reproducción.
Viendo la relación del personaje principal con la sexualidad presente en la obra, ¿se debería considerar El cuaderno rosa de Lori Lamby como una obra obscena o pornográfica? Hilda Hilst afirma que se ha considerado una obra repugnante, pero en su opinión se trata de una obra pornográfica para niños, se describe a sí misma como una escritora pornográfica y considera El cuaderno de Lori Lamby pornografía infantil.

### Otros artículos
- Cartas de un seductor
- Do desejo
- Hilda Hilst
- La obscena señora D

- Datos: Q54849891